# Schistochila subimmersa
Schistochila subimmersa là một loài rêu trong họ Schistochilaceae. Loài này được J.J. Engel & R.M. Schust. mô tả khoa học đầu tiên năm 1975.